# Marais-Vernier

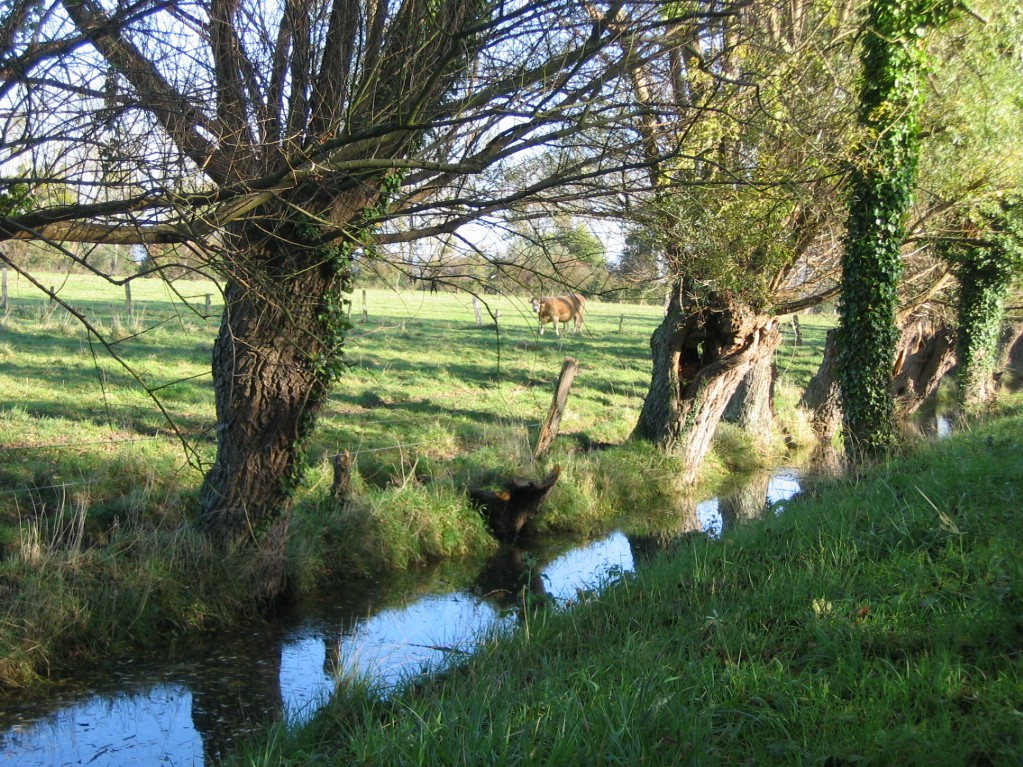
Marais-Vernier

Marais-Vernier là một xã thuộc tỉnh Eure trong vùng Normandie miền bắc nước Pháp.